# 山田五郎アワー『新マニア解体新書』
2005年5月にスタートした山田五郎アワー「マニア解体新書」(全12回)。その後、山田五郎アワー『新マニア解体新書』に。ケーブルテレビ、CS放送チャンネル（SKY PerfecTV!279ch）MONDO21にて放送されたバラエティ番組である。
2007年11月11日をもって番組終了。12月からは第1回から再放送された。
2007年11月からはチバテレビで1期を放送、関西テレビやTVQ九州放送でも放送されていたことがある。2010年4月からMXテレビで放送されている。
テレビ東京の「マニアの叫び」の出演者は本番組と熱中時間 忙中"趣味"ありに登場したものが多い。

## 概要
自身も多趣味人であり博学である山田五郎が、ディープな趣味を持つマニアたちを、独自の視点と話術で一般人でも理解・納得できるように解き明かす「マニア推進番組」。

## 出演
- 山田五郎
- 色羽紫
- 赤タイツ（準レギュラー）

## マニアリスト
『マニア解体新書』
1. コスプレマニア
2. ガンマニア
3. ビンマニア
4. 侍マニア
5. 未確認動物マニア
6. バスマニア
7. 宝くじマニア
8. ロボットマニア
9. オオクワマニア
10. プロレスマニア
11. 秋葉原マニア
12. ネットアイドル自演・研究マニア

『新マニア解体新書』
1. 食虫植物マニア
2. 甲冑マニア
3. けん玉マニア
4. 河童マニア
5. ダムマニア
6. 紙相撲マニア
7. 鉄道マニア
8. 団地マニア
9. 仏像マニア
10. 切手マニア
11. ツチノコマニア
12. 自作飛行機マニア
13. いちごマニア
14. フラッシュライトマニア
15. 一番乗りマニア
16. 旅行郵便貯金マニア
17. 珍・道路標識マニア
18. 水門マニア
19. マンホールマニア
20. 鉱物マニア
21. 狛犬マニア
22. 花火鑑賞マニア
23. 庭園鉄道マニア
24. 観光ペナントマニア
25. ジェットコースターマニア
26. ヘリコプターマニア
27. カエルマニア
28. バスボタンマニア
29. タワーマニア
30. 駅弁マニア
31. バッティングセンターマニア
32. 缶ビールマニア
33. 珍地名マニア
34. 工場鑑賞マニア
35. ボウリングピンマニア
36. ブーメランマニア
37. クモの巣マニア
38. 廃墟マニア
39. アイロンマニア
40. 巨石マニア
41. お札折り紙マニア
42. クラシックカーマニア
43. 万華鏡マニア
44. 山彦マニア
45. うまい棒マニア
46. ペダルカーマニア
47. 消しゴムマニア
48. 書皮マニア

## 書籍
- 山田五郎のマニア解体新書

## DVD
- 山田五郎アワー　マニア解体新書　一巻、二巻
- 山田五郎アワー　新マニア解体新書　Ver.1~3、スペシャル編